# Yumileidi Cumba
Yumileidi Cumba (Guantánamo, Cuba, 11 de febrero de 1975) es una atleta cubana retirada, especializada en la prueba de lanzamiento de peso en la que llegó a ser campeona olímpica en 2004.

## Carrera deportiva
En los JJ. OO. de Atenas 2004 ganó la medalla de oro en el lanzamiento de peso, con una marca de 19.59 metros, por delante de la alemana Nadine Kleinert (plata con 19.55 metros).